# Шени (Сарт)
Шени (фр. Chenu) је насељено место у Француској у региону Лоара, у департману Сарт.
По подацима из 2011. године у општини је живело 417 становника, а густина насељености је износила 13,54 становника/km².

## Демографија
| 1962. | 1968. | 1975. | 1982. | 1990. | 2011. |
| ----- | ----- | ----- | ----- | ----- | ----- |
| 727   | 703   | 619   | 571   | 472   | 417   |